# Alvin Lucier
Alvin Lucier (Nashua, 14 maggio 1931 – Middletown, 1º dicembre 2021) è stato un compositore statunitense di musica sperimentale e installazioni sonore che esplorano i fenomeni acustici e la percezione uditiva.
Oltre ad essere stato professore di musica alla Wesleyan University, Lucier fu membro dell'influente progetto Sonic Arts Union, che comprendeva fra i suoi membri Robert Ashley, David Behram e Gordon Mumma. La maggior parte dei suoi lavori esplora le teorie scientifiche riguardanti le proprietà fisiche del suono.

## Biografia
Lucier Nacque a Nashua nel New Hampshire. Dopo essere stato educato nelle scuole pubbliche e parrocchiali, studiò alla Portsmouth Abbey School ed infine alla Brandeis University. Durante il 1958 e il 1959 studiò con Lukas Foss e Aaron Copland nella sede di Tanglewood, il centro musicale nel Massachusetts. Nel 1960 Lucier si trasferì a Roma durante un programma Fulbright, periodo nel quale rimane folgorato dalla scena italiana, tanto che oggi ricorda l'esperienza di allora come un "autentico punto di svolta". Secondo una sua dichiarazione:
 Nel 1962 ritornò negli Stati Uniti divenendo il direttore d'orchestra dello University Chamber Choral, un complesso che eseguiva composizioni di musica classica vocale, musica moderna e opere commissionate.
Durante gli anni sessanta, Lucier fece la conoscenza di Gordon Mumma e Robert Ashley: due compositori sperimentali nonché responsabili dell'ONCE Festival (un evento multimediale annuale praticato ad Ann Arbor, nel Michigan). Con loro partecipò ad un tour lungo gli Stati Uniti e l'Europa con il nome d'arte Sonic Arts Group (il nome verrà successivamente cambiato in Sonic Arts Union). Dopo un decennio di attività, quel collettivo si sciolse nel 1976.
Abbandonata la città di Brandeis, Lucier si iscrisse alla Wesleyan University nel 1970, dove divenne, nel 1972, uno dei direttori d'orchestra della compagnia di danza di Viola Farber, occupazione che mantenne fino al 1979.

## Percorso artistico
Sebbene avesse già composto materiale prima degli anni sessanta, Lucier ed i suoi critici reputano Music For Solo Performer, del 1965, la sua prima composizione veramente significativa. In quella traccia gli elettrodi di un elettroencefalogramma collegati al cranio dell'esecutore individuano esplosioni di onde alfa generate nel momento in cui il compositore raggiunge uno stato mentale meditativo non visivo. Queste onde cerebrali vengono amplificate, e il segnale elettrico risultante viene utilizzato per far risuonare strumenti a percussione distribuiti lungo lo spazio dell'esecuzione. Un'altra traccia nota degli esordi di Lucier è Vespers (1968), dove gli esecutori adoperano apparecchiature di ecolocalizzazione portatili per individuare il centro fisico approssimativo di una stanza al fine di "migliorare la loro comprensione della percezione acustica e scoprire gli elementi dello spazio ambientale attraverso mezzi non visivi".

### I Am Sitting in a Room
Una delle composizioni più celebri di Lucier è I Am Sitting in a Room registrata per la prima volta presso l'Electronic Music Studio della Brandeis University nel 1969. In questa traccia il compositore registra se stesso nel momento di leggere un testo ad alta voce all'interno di una stanza; la registrazione viene successivamente riprodotta e registrata, dopodiché la registrazione ottenuta viene riprodotta e registrata nuovamente; il procedimento viene quindi ripetuto più volte. Questo esperimento vuole dimostrare che le frequenze sonore vengono enfatizzate gradualmente se vengono fatte risonare più volte in una data stanza (non a caso, in questa traccia, le armonie di risonanza e i timbri della stanza stessa rimpiazzando le parole fino a renderle incomprensibili). Il testo recitato da Lucier, che descrive quel processo in atto, inizia così:
 e termina in questo modo: 
La prima esecuzione del lavoro fu nel 1970 al Guggenheim Museum di New York. Una seconda registrazione della durata di oltre 40 minuti è stata pubblicata nel 1981. 
In Italia I Am sitting in the room è stata presentata in forma di performance a Santarcangelo di Romagna Festival nel 2009.
Altre composizioni comprendono North American Time Capsule (1966), che adopera un vocoder per isolare e manipolare spezzoni di discorsi registrati; Music On A Long Thin Wire (1977), in cui viene fatta vibrare e risuonare la corda di un pianoforte in una stanza grazie a oscillatori e magneti amplificati in entrambi i suoi capi, per riprodurre suoni e ipertoni; Crossings (1982), in cui i suoni vengono riprodotti per mezzo di un'onda sinusoidale statica e crescente che riproduce le pulsazioni delle interferenze; Still and Moving Lines of Silence In Families Of Hyperbolas (1973-74) e Clocker (1978).

## Discografia
- 1967 - North American Time Capsule, in Music of Our Time series, CBS Odyssey Records
- 1970 - I am sitting in a room, in SOURCE Record #3
- 1971 - Vespers, in Electronic Sound, Mainstream MS-5010
- 1975 - Bird and Person Dyning/The Duke of York, Cramps
- 1980/92 - Music On A Long Thin Wire, Lovely Music LP/CD 1011
- 1981/90 - I am Sitting in a Room, Lovely Music LP/CD 1013
- 1982 - Music for Solo Performer, Lovely Music LP 1014
- 1983 - Still and Moving Lines of Silence in Families of Hyperbolas, 1-4, Lovely Music LP 1015
- 1985 - Still and Moving Lines of Silence in Families of Hyperbolas, 5-8, Lovely Music LP 1016
- 1988 - Sferics, Lovely Music LP 1017
- 1989 - Music for Alpha Waves, Assorted Percussion, and Automated Coded Relays, in Imaginary Landscapes, Elektra/Nonesuch 79235-2
- 1990 - Crossings, Lovely Music CD 1018
- 1991 - Nothing is Real in Hyper Beatles 2, Eastworld
- 1992 - Self Portrait, in Upper Air Observation, Barbara Held, flauto, Lovely Music CD 3031
- 1994 - Clocker, Lovely Music CD 1019
- 1996 - Fragments for Strings, Arditti String Quartet, Disques Montaigne
- 1997 - Panorama, Lovely Music CD 1012
- 1999 - Theme, Lovely Music CD 5011
- 2000 - Music On A Long Thin Wire [parziale] in OHM: The Early Gurus of Electronic Music 3CD
- 2003 - Navigations for Strings/Small Waves, Mode Records, CD 124
- 2001 - Still Lives, Lovely Music CD 5012
- 2004 - Still and Moving Lines of Silence in Families of Hyperbolas, 1-12, Lovely Music CD 1015
- 2010 - Still and Moving Lines of Silence in Families of Hyperbolas, Nick Hennies, Quiet Design CD Alas011
- 2010 - Silver Streetcar for the Orchestra, Nick Hennies, in Psalms Roeba, CD #8

## Filmografia
- 1976 - Music With Roots in the Aether: Opera for Television. Tape 3: Alvin Lucier. Prodotto e diretto da Robert Ashley. New York, New York: Lovely Music.

## Altri scritti
- eContact! 14.2 — Biotechnological Performance Practice / Pratiques de performance biotechnologique (July 2012). Montréal: Canadian Electroacoustic Community.